# Gasthaus Lamm (Böckingen)

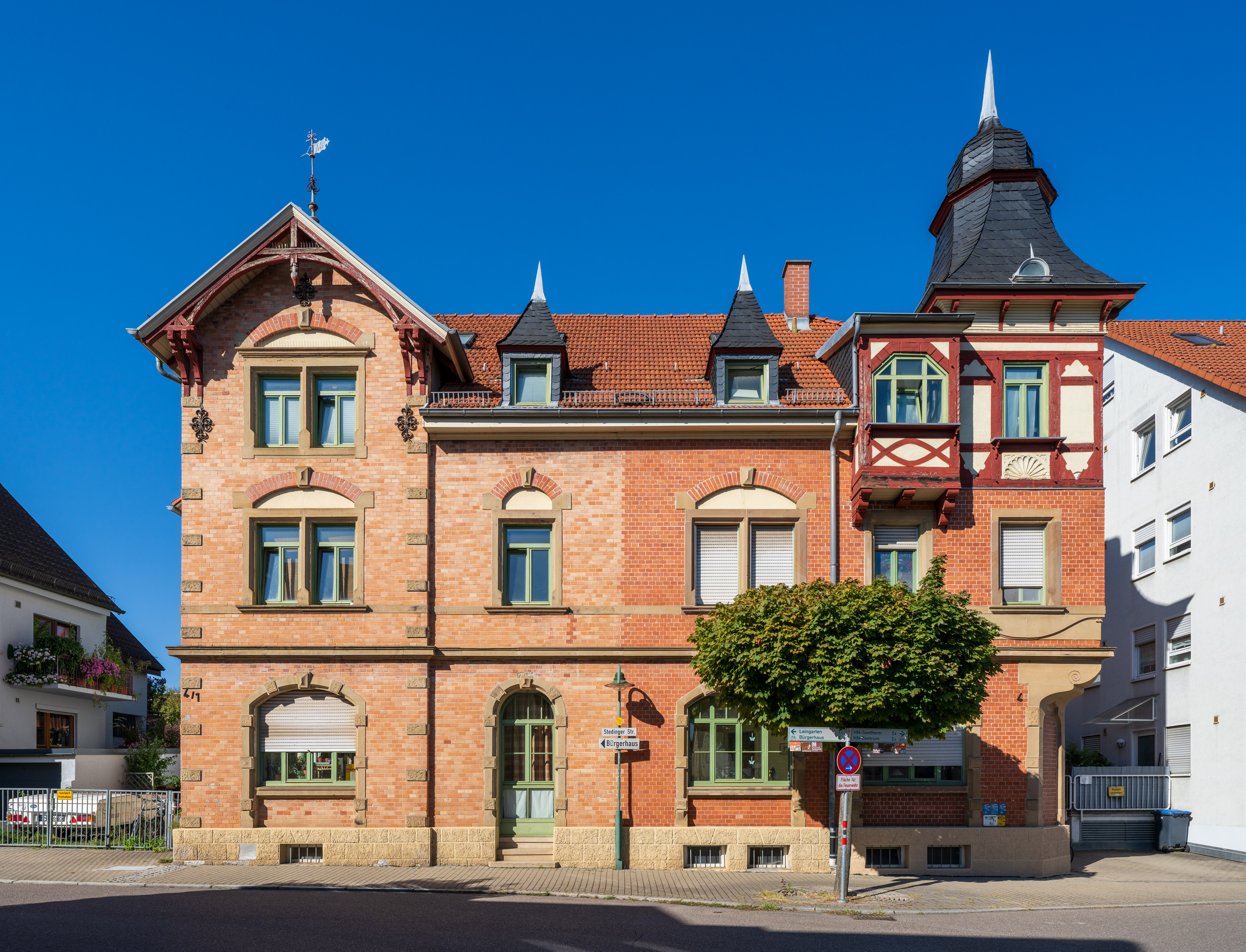
Ehemaliges Gasthaus Lamm

Das ehemalige Gasthaus Lamm ist ein heute als Wohnhaus genutztes historisches Gasthaus an der Stedinger Straße 4 im Heilbronner Stadtteil Böckingen.

## Beschreibung
Das Gebäude ist ein zweigeschossiger Profanbau, der in Sichtziegelbauweise und auch in Sichtfachwerk nach Plänen von August Mogler 1897 als Gasthaus mit Metzgerei gebaut wurde. Die linke Seite des heutigen Gebäudes wurde zuerst errichtet, während sich rechts noch das alte Gasthaus Lamm in einem niedrigeren älteren Gebäude befand. Dieses wurde 1907 gegen den heutigen rechten Gebäudeteil mit dem markanten Eckturm ersetzt.
Das Erdgeschoss ist im Stil der Neorenaissance horizontal gegliedert, der Eckturm zeigt dekoratives Sichtfachwerk und demonstriert dadurch den Stil des Landhauscharakters. Die Turmbekrönung erfolgt als eine hohe Dachhaube in Schiefer. Das ehemalige Gasthaus hat einen Seitenrisalit, der als oberen Abschluss einen Schwebegiebel im Schweizerhausstil mit einem Freigespärre der Schweizer Bauernhausarchitektur aufzeigt. Das Haus steht unter Denkmalschutz.

## Geschichte
Das Gasthaus mit Metzgerei wurde nach dem Symboltier Johannes des Täufers benannt und in der damaligen Heilbronner Straße 4 durch den damaligen Inhaber Friedrich Frank eröffnet. Gottlob Frank übernahm später das Gasthaus und führte es weiter. Von 1901 bis 1936 führte Gottlob Schmoll das Gasthaus. 1936 übernahm es Frieda Förster, ihre Tochter Liesbeth Unkauf betrieb die Gaststätte bis in die 1960er Jahre weiter. 1996 wurde das Haus renoviert und wird seitdem nur noch als Wohnhaus genutzt.